# Projektalapító dokumentum
A projektvezetői munka és egyben a projektmenedzsment egyik legfontosabb eleme a megfelelő előkészítés, a projektek reális megtervezése.
A projekt nagyságától és kiterjedtségétől függően készítenek projektalapító okiratot vagy projektdefiníciós tervet. Ezen dokumentumokban előzetesen meghatározzák a projekt céljait, jellemzőit, termékeit, ütemezését, mérföldköveit, szükséges erőforrásait, a projektszervezet kialakítását és felelősségi körét, a projektre ható kockázatokat és kezelésük módját.
A megfelelően kialakított projektterv végigkíséri a projekt teljes élettartamát, alapját jelenti a projekt feladatok és határidők ellenőrzésének, költség terveknek és azok kontrollingjának, és az erőforrások menedzsmentjének. A projekt alapító okirat hatékony eszköz lehet a projektvezető kezében arra az esetre is, ha a vállalati szereplők ellenállása kockáztatja a projekt célok elérését.

## A Projekt Alapító Dokumentum (PAD) célja
A dokumentum célja, hogy a projekt megvalósítása kapcsán a megvalósítók, a felügyeletet gyakorló, valamint a projektben érintett külső és belső szakértők számára egyértelművé tegye a projekt célját, a megvalósítás érdekében létrejött projektszervezetet és a projekt szervezetében közreműködők együttműködésének szabályait, és ezzel elősegítse a megvalósítás során elvégzendő tevékenységek összehangolását, valamint a minőségi teljesítést. A dokumentum törekszik arra, hogy bemutassa a projekt sajátosságait, és javaslatokat ad, megoldásokat mutat ezen projekt kritikus pontjainak kezelésére.
A dokumentumnak nem célja, hogy a projekt tartalmának technológiai dokumentációjaként funkcionáljon, de adminisztratív-, projektvezetési- és projekt lebonyolítási szempontokat definiál és biztosítja, hogy a projektvezetők az egyes szakterületi-, szakmai sajátosságoknak figyelembe vételével, egységes módszertan alkalmazásával, hatékonyan valósítsák meg a projektek vezetését.
A PAD elfogadása után a projektben részt vevő Felek a PAD-ban rögzített eljárásokkal, szervezeti struktúrában és ütemezésben dolgoznak.

### A PAD tartalma
A projektalapító dokumentum egységes, könnyen áttekinthető és kezelhető formában rögzíti a projekt minőségi megvalósításához szükséges alapvető információkat.
- Összefoglalja a projekt előzményeit;
- Meghatározza a projekt céljait;

- Kijelöli a projekt feladatát, hatókörét és kiterjedését;
- Leírja a munka szakaszait, meghatározza a határidőket, a mérföldköveket és az ütemezést;
- Ismerteti a projekt során elkészülő projekttermékeket;
- Ismerteti a projekt során elkészülő projekttermékek kialakításához szükséges tevékenységeket és erőforrásokat;
- Kijelöli a projektszervezetet, és meghatározza a szerepeket és felelősségeket;
- Meghatározza a projekt szervezeti- és működési szabályait,
- Meghatározza a működés, az értekezletek és a jelentések rendjét, a kommunikációhoz szükséges személyi, tárgyi és elérési információkat;
- Ismerteti a projekt dokumentumkezelési rendjét;
- Meghatározza a projektre ható kockázatokat, kezelésük módját
- Meghatározza a projektben előállt változások kezelési módját;
- Rögzíti a projekt belső ellenőrzési és minőségbiztosítási eljárásait;

### A PAD elkészítése
A dokumentum elkészítése, résztvevőkkel történő elfogadtatása, szükség szerinti módosítások végrehajtása Felek projektvezetőinek feladata. Az egyeztetett működési rendet közösen jóváhagyásra benyújtják Projekt Irányító Bizottságnak (PIB). A PIB dönt a dokumentum elfogadásáról.